# L.R. Wright
Pour les articles homonymes, voir Wright.
Œuvres principales
Le Suspect
Laurali Rose Wright, née Appleby le 5 juin 1939 à Saskatoon dans la Saskatchewan au Canada et morte le 25 février 2001 à Vancouver, est une écrivaine canadienne, surtout connue comme auteur de roman policier.

## Biographie
Elle fait ses études supérieures à l’Université Carleton, puis à l’Université de Calgary, et enfin à l’Université Simon Fraser de Burnaby en Colombie-Britannique. Elle est ensuite brièvement comédienne, tout comme son époux, puis journaliste pendant de nombreuses années en Alberta, avant de se lancer dans l’écriture.
Elle obtient le prix Edgar-Allan-Poe du meilleur roman en 1986 pour The Suspect (Le Suspect), premier roman d'une série de neuf consacrés au personnage du brigadier Karl Alberg de la police montée canadienne.
L. R. Wright est morte d’un cancer du sein en 2001.

## Œuvre

### Romans

#### SérieKarl Alberg
- The Suspect (1985) Publié en français sous le titre Le Suspect, traduit par Robert Pépin, Paris, Éditions du Seuil, coll. « Seuil policiers », 1991, 249 p.  (ISBN 2-02-012472-6)
- Sleep While I Sing (1986) Publié en français sous le titre Pas de sang dans la clairière, traduit par Marie-France de Paloméra, Paris, Éditions du Seuil, coll. « Seuil policiers », 1994, 283 p.  (ISBN 2-02-018330-7)
- A Chill Rain in January (1990) Publié en français sous le titre Mort en hiver, traduit par Marie-France de Paloméra, Paris, Éditions du Seuil, coll. « Seuil policiers », 1993, 282 p.  (ISBN 2-02-012473-4)
- Fall From Grace (1991)
- Prized Possessions (1993)
- A Touch of Panic (1994) Publié en français sous le titre Un brin de panique, traduit par Marie-France de Paloméra, Paris, Éditions de l’Olivier, coll. « Seuil policiers », 1994, 302 p.  (ISBN 2-87929-098-8)
- Mother Love (1995)
- Strangers Among Us (1996)
- Acts of Murder (1997)

#### SérieEdwina Henderson
- Kidnap (2000)
- Menace (2001)

#### Autres romans
- Neighbours (1979)
- The Favorite (1982)
- Among Friends (1984)
- Love in the Temperate Zone (1988)

## Prix et nominations

### Prix
- Prix Edgar-Allan-Poe 1986 du meilleur roman pour The Suspect[1]
- Prix Arthur-Ellis 1991 du meilleur roman pour A Chill Rain in January[2]
- Prix Arthur-Ellis 1996 du meilleur roman pour Mother Love[2]

### Nominations
- Prix Arthur-Ellis 1986 du meilleur roman pour The Suspect[2]
- Prix Arthur-Ellis 1992 du meilleur roman pour Fall from Grace[2]
- Prix Arthur-Ellis 1994 du meilleur roman pour Prized Possessions[2]
- Prix Arthur-Ellis 1995 du meilleur roman pour A Touch of Panic[2]
- Prix Hammett 1997 pour Acts of Murder[3]
- Prix Arthur-Ellis 2001 du meilleur roman pour Kidnap[2]

## Sources
- Claude Mesplède, Dictionnaire des littératures policières, vol. 2 : J - Z, Nantes, Joseph K, coll. « Temps noir », 2007, 1086 p. (ISBN 978-2-910-68645-1, OCLC 315873361), p. 1050.